# Walkenried
Walkenried är en kommun och ort i Landkreis Göttingen i förbundslandet Niedersachsen i Tyskland.
Kommunen bildades 1 november 2016 genom en sammanslagning av de tidigare kommunerna Zorge, Wieda och Walkenried i den nya kommunen Walkenried.